# Большая синагога в Лодзи
Большая синагога в Лодзи — синагога, открытая в 1887 году в польском городе Лодзь на улице Спацеровой(пол. Spacerowej), в настоящее время аллея Тадеуша Косцюшки (пол. Tadeusza Kościuszki)).
Синагога была построена на средства фабрикантов Израиля Познанского, Маркуса Зильберштейна и Карла Шейблера. Проект разработал архитектор из Штутгарта Адольф Вольф и он был утверждён главным архитектором Лодзи Иларием Маевским. Главным заказчиком выступил Израиль Познанский, который пожелал, чтобы новая синагога была практически копией синагоги в Кёнигсберге. Строительство продолжалось 6 лет. Это было роскошное здание, вход в который был возможен по пропускам, предназначавшееся для богатых евреев, особенно для тех, кто участвовал в финансировании его строительства. Здание должно было ассимилироваться с польской культурой. Это была самая большая, красивая и роскошная синагога на территории Польского королевства.
Во время Второй мировой войны, в ночь с 10 на 11 ноября 1939 года, нацисты подожгли здание синагоги, вместе со всем убранством, светильниками и торами, которое пылало несколько дней. Пепелище было полностью разобрано в 1940 году.
В настоящее время на месте синагоги находится автостоянка, возле которой поставлен памятный знак.